# Bicyrthermannia duodentata
Bicyrthermannia duodentata är en kvalsterart som beskrevs av Hammer 1979. Bicyrthermannia duodentata ingår i släktet Bicyrthermannia och familjen Nanhermanniidae. Inga underarter finns listade.